# HITACHI FAN! FUN! TODAY
『HITACHI FAN! FUN! TODAY』（ヒタチ・ファン・ファン・トゥデイ）はニッポン放送のラジオ番組。1986年4月から1990年3月まで放送。NRN系列の民放ラジオ局で放送した。パーソナリティはニッポン放送アナウンサー（当時）の上柳昌彦が務めた。

## 番組形態と放送時間
前番組『日立・ミュージック・イン・ハイフォニック』〜『HITACHI MUSIC INN（日立ミュージック・イン）』同様、日立製作所の一社提供（通称『日立枠』）。
キー局のニッポン放送は月曜から木曜まで深夜0時からの30分間で、ニッポン放送の平日24時台としては当番組が初めてのベルト生放送番組であった。『コッキーポップ』の終了を受けて、1986年11月より開始した『ぽっぷん王国』（0時40分からの20分）も上柳がパーソナリティを務めた。上柳は途中10分枠の録音番組（0時30分から）を挟んで、延べ50分間の生番組となった24時台を4年間担当した。『三宅裕司のヤングパラダイス』にゲスト出演したミュージシャンがスタジオ入りして、ゲスト出演することが頻繁にあった。当番組と『ぽっぷん王国』に1時間通して出演するゲストや、その流れで『オールナイトニッポン』へ引き続き出演するゲストもいた。
当番組のネット局は編成上の都合から生放送同時ネットは不可能であった。ニッポン放送はこれに対応するため、ネット局向けに録音版を毎週水、木曜日に収録。翌週にNRNラインで配信。ただし、ゲスト出演回など一部は生放送分を編集して送出した。ネット局向けはニッポン放送と違い、月曜から金曜まで放送（放送時間は同じく30分）したが放送開始時間は午前0時からとは限らず、各局毎に異なっていた。
珍しい企画としてはニッポン放送は金曜深夜は放送していないという「編成上の都合」を利用して、1989年3月31日金曜深夜の放送開始が4月1日 午前0時であることから、同年のエイプリルフール特別企画として、裏番組『SURF&SNOW』（TBSラジオ）に上柳が出演した。
前番組『ミュージック・イン（・ハイフォニック）』はほぼトーク無しでテーマに沿って、予め決められたセットリストの音楽を次々に流し続ける音楽番組だったが、当番組は音楽情報番組に内容を大幅に刷新した。上柳によると「『SURF&SNOW』を担当していた松宮一彦（TBSアナウンサー(当時)）とライブ会場で会うと「ベースの音」や「照明のタイミング」を細かくメモに取りながら聞いている姿を目にしており、「これはとても真似できない」と思い、『ミュージック・イン』に似た構成であった上述のDJスタイルではなく、「とにかく、ミュージシャンにスタジオに来てもらって出来るだけ音楽の話は訊かないで他の話題で盛り上げる」という、かなり姑息な手段を止む無く選んだ」と定年退職後に出した著書で回想している。
生放送のニッポン放送と録音のネット局は番組構成が異なり、ニッポン放送版ではスタジオからリスナー宅へ電話を掛けて、クイズやゲストを交えたトークを行うなど、生放送を活かした企画を行った。一方、ネット局向けの録音版はハプニング性のあまり無い「定型化された音楽情報番組」に近い形だった。録音版の核となるコーナーとして、当時は黎明期に入っていたパソコン通信を用いて、海外の芸能情報などを紹介する「FAN! FUN! TODAY LIVE-NET」を放送した。
番組テーマ曲とジングルは当時、デビュー直前の久保田利伸を起用。
上柳は番組のタイトルコールと曲紹介をする際にハーモナイザー、ディレイを多用した。これは『ぽっぷん王国』も同様。

## 主なコーナー
- ゲスト（週1回程度。ニッポン放送は主に火曜日。聴取率調査週間の時は日替りで毎日登場もあり）
- FAN! FUN! 勢力地図（録音版のみ。金曜日）
- FAN! FUN! TODAY LIVE-NET（パソコン通信を使った世界の音楽情報。番組では当時、ホスト局を開設していた。録音版は毎日、ニッポン放送は不定期で放送。録音版は放送当日の夕方に、ホスト局のニッポン放送で収録。裏送りでNRN回線を通してオンエアするが、NRN系列外の琉球放送（RBC）など一部の局はNRN回線が当時 未整備。または電話音質の回線のため、ニッポン放送からパソコン通信で送られた原稿をネット局で自社制作する企画ネット番組同様の扱いで放送。一例で、RBCは土方浄アナウンサーが主に担当した）
- ヘヴィメタ歌謡選手権
- わがまま人間の、わがまま気分による、わがままリクエスト（録音版のみ）
- ウナギマンショー（スネークマンショーのパロディ）
- 得するFAN! FUN! CALL（ニッポン放送のみ）
- FAN! FUN! ADVENTURE〜ブルースカイの謎〜（ニッポン放送のみ）
- BAKI・BAKI・JUKE・BOX （木曜日準レギュラー久保田利伸、羽田一郎がリスナーから寄せられたリクエスト曲をその場でカバー。ニッポン放送のみ）
- あきらめようたってダメさ（リスナーのハガキ紹介）

## 備考

### 番組終了に関する事情
1990年4月改編を以て、提供スポンサーの日立製作所が当番組の提供を降板。同日に『ヤングパラダイス』『ぽっぷん王国』も終了（『ぽっぷん王国』は夜ワイドへ内包化）した。単独番組を3本 編成していた24時台は前枠の22時台、23時台の夜ワイドに吸収された。後番組はローソン提供の『ブッタマほっとステーション』（ニッポン放送は『内海ゆたおの夜はドッカーン!』に内包）を開始したが、NRN系列フルネットの『FAN! FUN!TODAY』と違い、ネット局はローソンが当時 店舗展開していた地域の十数局程度に留まった。
日立枠は帯番組の提供降板後、週1回（主に週末）「HITACHI CRESCENT TIME」（ヒタチ・クレッセント・タイム）のタイトルで放送（参照）。NRN系列の全国民放ラジオ局へネットしたが、放送枠を1998年9月末で廃止した。
上柳は当番組の終了後、『上柳昌彦のベストヒットサンデー』のパーソナリティを務めた。以降は若者向け番組の担当から外れ、現在の『上柳昌彦 あさぼらけ』まで、平日早朝帯から夕方帯（ナイターオフ期）のワイド番組を担当している。

#### 「HITACHI CRESCENT TIME」のタイトル冠がついた放送
『中山美穂 P.S. I LOVE YOU』（日立枠は1990年4月 - 1992年4月。日立枠が外れた以降も放送）
- 当番組のみ1時間番組。
- 以下の3番組は30分番組。

『工藤静香 素敵にFeel So Good』（日立枠は1992年4月 - 1994年4月）
『内田有紀 夜空にYOU KISS!』（日立枠は1994年4月 - 1995年6月。日立枠が外れた以降も放送）
- 1994年4月-1995年9月の頃のネット局はこちらを参照。

『森高千里 STEP BY STEP』（日立枠は1995年7月 - 1998年3月）

#### 「HITACHI CRECENT TIME」終了後
うえちゃんの日立おっかけトーク （ニッポン放送は『うえちゃんの花の土曜日おっかけラジオ』枠内で放送）
KOASAくんの日立ほっとトーク （ニッポン放送は『土曜だ! いい朝 KOASAクン』枠内で放送）

### ネット局に関する事情
当番組はNRN系列局が複数加盟している北海道では北海道放送、関西地方ではラジオ大阪へネットした。JRN単独系列の琉球放送、山陽放送（当時）にもネットした。
沖縄県のNRN系列局であるラジオ沖縄は当番組ではなく、シャープ提供の自社制作番組『シャープと共に』を放送。当番組の裏番組となったことがある。

## 放送されていた局・放送時間
ニッポン放送以外の各局はいずれも月曜日から金曜日までの放送
| - ニッポン放送、24:00 - 24:30（月 - 木） - 北海道放送、23:30 - 24:00 - 青森放送、23:00 - 23:30 - 秋田放送、22:00 - 22:30 - 岩手放送、23:30 - 24:00 - 山形放送、22:00 - 22:30 - 東北放送、23:00 - 23:30 - ラジオ福島、22:00 - 22:30 - 山梨放送、22:30 - 23:00 - 信越放送、23:00 - 23:30 - 新潟放送、23:00 - 23:30 - 静岡放送、23:00 - 23:30 | - 東海ラジオ - 22:30 - 23:00 - 北日本放送、23:00 - 23:30 - 北陸放送、23:00 - 23:30 - 福井放送、22:00 - 22:30 - 和歌山放送、23:00 - 23:30 - ラジオ大阪、24:00 - 24:30 - 山陽放送、23:00 - 23:30 - 山陰放送、22:00 - 22:30 - 中国放送、23:00 - 23:30 - 山口放送、22:00 - 22:30 - 四国放送、22:00 - 22:30 → 23:30 - 24:00（1989年4月から） - 西日本放送、22:00 - 22:30 | - 南海放送、22:00 - 22:30 - 高知放送、22:00 - 22:30 - 九州朝日放送、23:30 - 24:00（『PAO〜N ぼくらラジオ異星人』に内包） - 大分放送、22:00 - 22:30 - 長崎放送、23:00 - 23:30 - 熊本放送、22:00 - 22:30 - 宮崎放送、22:00 - 22:30 - 南日本放送、23:00 - 23:30 - 琉球放送、22:00 - 22:30 → 23:00 - 23:30（1989年10月から） |

| ニッポン放送 月曜 - 木曜 24時台前半 | ニッポン放送 月曜 - 木曜 24時台前半 | ニッポン放送 月曜 - 木曜 24時台前半                    |
| 前番組                              | 番組名                              | 次番組                                                 |
| ----------------------------------- | ----------------------------------- | ------------------------------------------------------ |
| HITACHI MUSIC INN                   | HITACHI FAN! FUN! TODAY             | ブッタマほっとステーション ※ここからローソン一社提供枠 |
| ニッポン放送 日立スポンサー枠       |                                     |                                                        |
| HITACHI MUSIC INN                   | HITACHI FAN! FUN! TODAY             | 中山美穂 P.S. I LOVE YOU ※ここから週1回の放送          |